# Nikolaj Obol'skij
Nikolaj Nikolaevič Obol'skij (in russo Николай Николаевич Обольский?; Tula, 14 gennaio 1997) è un calciatore russo, attaccante del Córdoba. Fratello gemello (non omozigote) di Maksim Obol'skij, ex giocatore di pallavolo.

## Carriera

### Club
Ha esordito nella prima divisione del campionato russo nella stagione 2015-2016.

### Nazionale
Ha giocato nelle nazionali giovanili russe Under-15, Under-16, Under-17, Under-18, Under-19 ed Under-21.